# 鄭瑄 (正統進士)
鄭瑄（1416年—？），字廷璽，山東兖州濟寧州人，民籍。明朝政治人物。進士出身。

## 生平
山東鄉試第四名。正統十年（1445年）乙丑科會試第六十一名，殿試登進士第三甲第九十四名。

## 家族
曾祖鄭好義。祖父鄭仲文，曾任孔廟典樂。父亲鄭脩己。